# Ordre de Saint-Hubert (Bavière)

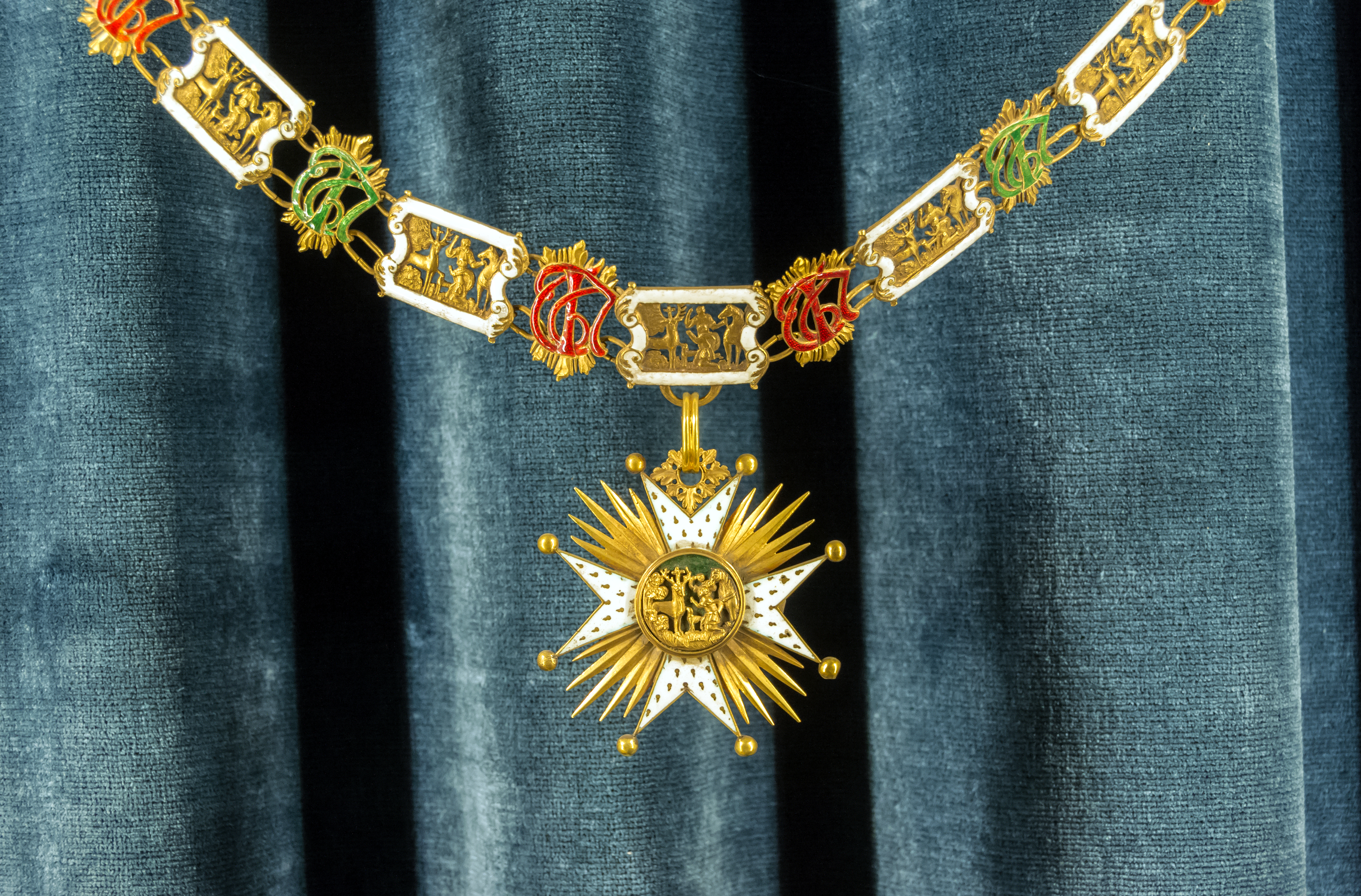
Grand Collier de l'Ordre de Saint Hubert, détail. Schatzkammer, Residenz, Munich, Bavière, Allemagne.

Ne pas confondre avec l'ordre de Saint-Hubert (Bar) ou l'ordre de Saint-Hubert (Wurtemberg).
L'ordre de Saint-Hubert était le plus ancien et le plus prestigieux des ordres de chevalerie de Bavière.

## Histoire

### Fondation
La création de l'ordre de Saint-Hubert remonte au milieu du XVe siècle, il a été fondé par le duc Gérard VII de Juliers pour commémorer sa victoire sur Arnold d'Egmont à la bataille de Linnich le 3 novembre 1444. La date exacte de la création fait l'objet de discussions, certains avancent 1444, d'autres 1445 ; tout dépend des sources. Cependant, une enquête du siècle dernier a contribué à éclaircir quelque peu la confusion. Elle a permis d'établir que les statuts initiaux de l'ordre, rédigés en latin, datent du vendredi saint de 1445, autrement dit du 26 mars. L'ordre existait néanmoins avant mars 1445 et il semble que Gérard VII l'ait proclamé dès après sa victoire.
Le fils de Gérard VII, Guillaume III a renouvelé l'ordre en l’attachant à sa propre succession en 1475. Il concède de nouveaux statuts qui seront écrits en latin et en allemand et resteront l'acte constitutif de l'ordre jusqu'en 1708. Initialement, les statuts établissaient une confrérie de chevaliers (Rittersbruderschaft). Cela reflète parfaitement les aspirations religieuses et militaires de la vie de Cour médiévale. À l'époque, les grands princes d'Europe s'attachent tous la fidélité des chevaliers les plus braves. C'est ainsi que le roi d'Angleterre crée en 1348 l'ordre de la Jarretière, ou que Jean II de France crée l'ordre de l'Étoile, mais l'ordre de Saint-Hubert s’inspire surtout de l'ordre de la Toison d'Or qui fut fondé en 1430 par le duc de Bourgogne Philippe le Bon. Ces confréries de chevaliers réunis sous la coupe d'un grand seigneur viennent en prolongement des ordres de chevalerie des croisades. Durant son quasi demi millénaire d'existence, l'ordre a de nombreuses fois changé de but, il a évolué en fonction des besoins des ducs de Juliers et de leurs successeurs.

### Le temps des Juliers
En 1423, Renaud de Juliers meurt, son neveu, Arnold d'Egmont, hérite du duché de Gueldre tandis qu'un cousin en ligne masculine, Adolphe de Berg, hérite du duché de Juliers. Arnold convoite Juliers et refuse de renoncer à ses droits sur ce prospère duché. Il échoue plusieurs fois à reprendre par la force le duché à Adolphe, et une trêve est finalement conclue. Mais à la mort d'Adolphe en 1437, la guerre reprend et son neveu et héritier, Gérard de Juliers-Berg écrase Arnold à la bataille de Linnich le jour de la Saint-Hubert 1444. Gérard proclame alors l'ordre de Saint-Hubert pour récompenser ses chevaliers victorieux.
L'ordre est resté dans la famille des ducs de Juliers jusqu'à la mort du fils de Gérard de Juliers-Berg, Guillaume III, en 1511. Il laissa le duché à sa fille Marie, femme de Jean III le pacifique, duc de Clèves. Ce dernier réunit en 1521 les duchés de Clèves, Berg et Juliers. Le couple aura un fils, Guillaume, qui héritera de la grande-maîtrise de l'ordre.

### Le temps des Wittelsbach
En mars 1609, le duc Jean-Guillaume de Juliers-Clèves-Berg mourut sans enfant. À la suite du chaos que suscita sa succession, l'ordre tomba en désuétude. Finalement, le traité de Xanten de 1614 attribue le duché de Juliers et celui de Berg à Philippe Louis de Neubourg, époux de la sœur du précédent duc.
C'est Jean-Guillaume de Neubourg qui va restaurer l'ordre et en assumer la grande-maîtrise en 1708. Il voulait ainsi récompenser la fidélité de plusieurs de ses courtisans, de généreuses pensions sont accordées aux récipiendaires à la condition qu'ils en remettent un dixième aux plus nécessiteux.
En 1777, la mort de Maximilien III de Bavière sans héritier mâle légitime fait disparaître la branche aînée de la Maison de Wittelsbach, Charles-Théodore de Neubourg fut appelé à régner sur les États de Bavière. C'est ainsi que l'ordre devient bavarois. L'ordre est confirmé à nouveau le 30 mars 1800 par Maximilien IV, qui deviendra le premier roi de Bavière en 1806.

### Membres
- Napoléon Ier, chevalier de l'ordre, le 5 avril 1805[1].
- Napoléon III, chevalier de l'ordre, le 22 septembre 1853[2].
- Liste des membres de l’ordre lors de sa création dans Nouveaux Mémoires de l’Académie Royale des Sciences et Belles-Lettres de Bruxelles, tome VIII, 1834.

## Galerie d'images

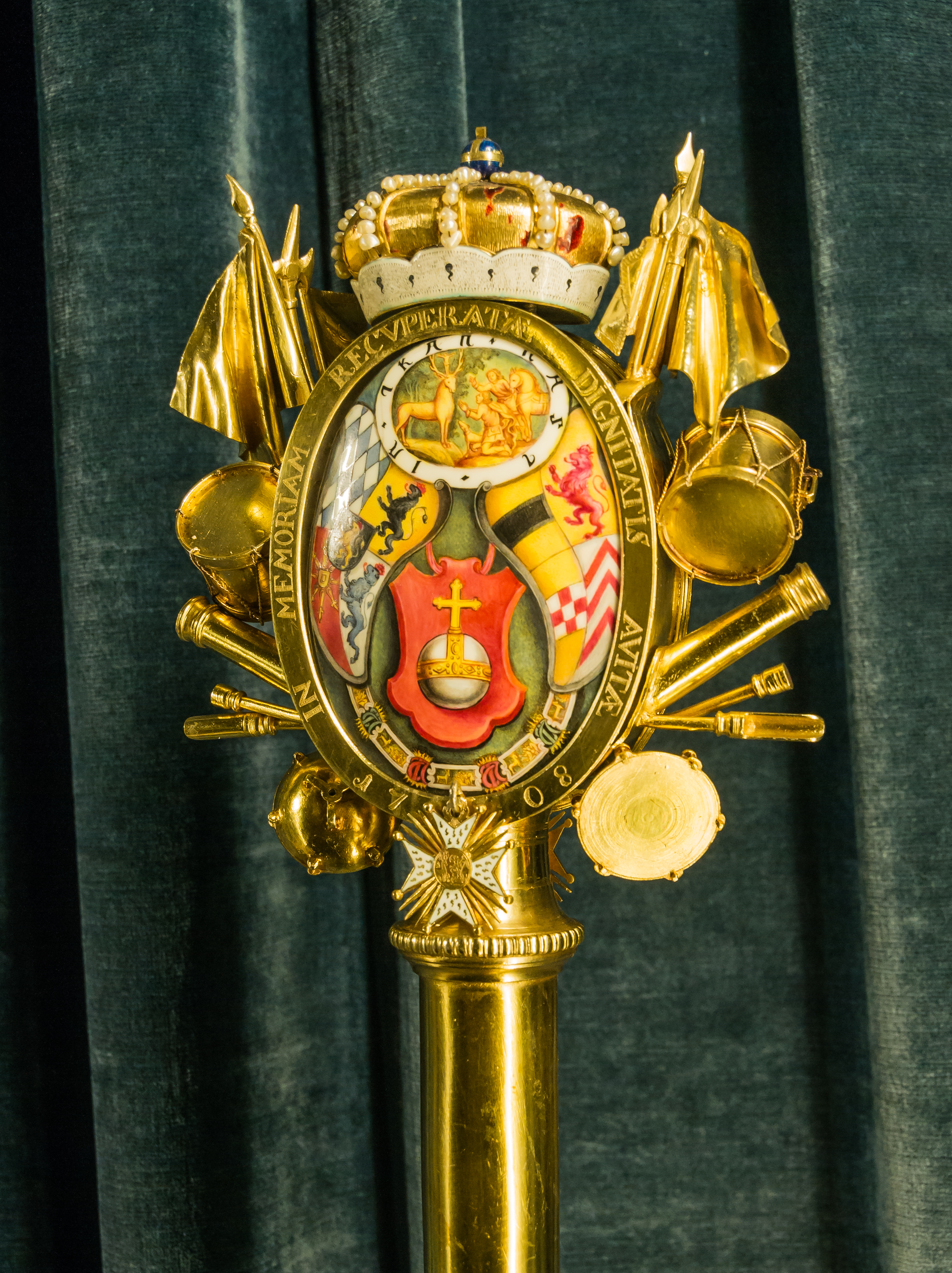
Sceptre du Grand-Maître de l'Ordre de St Hubert, émail, or, Schatzkammer, Residenz, Munich, Bavière, Allemagne.
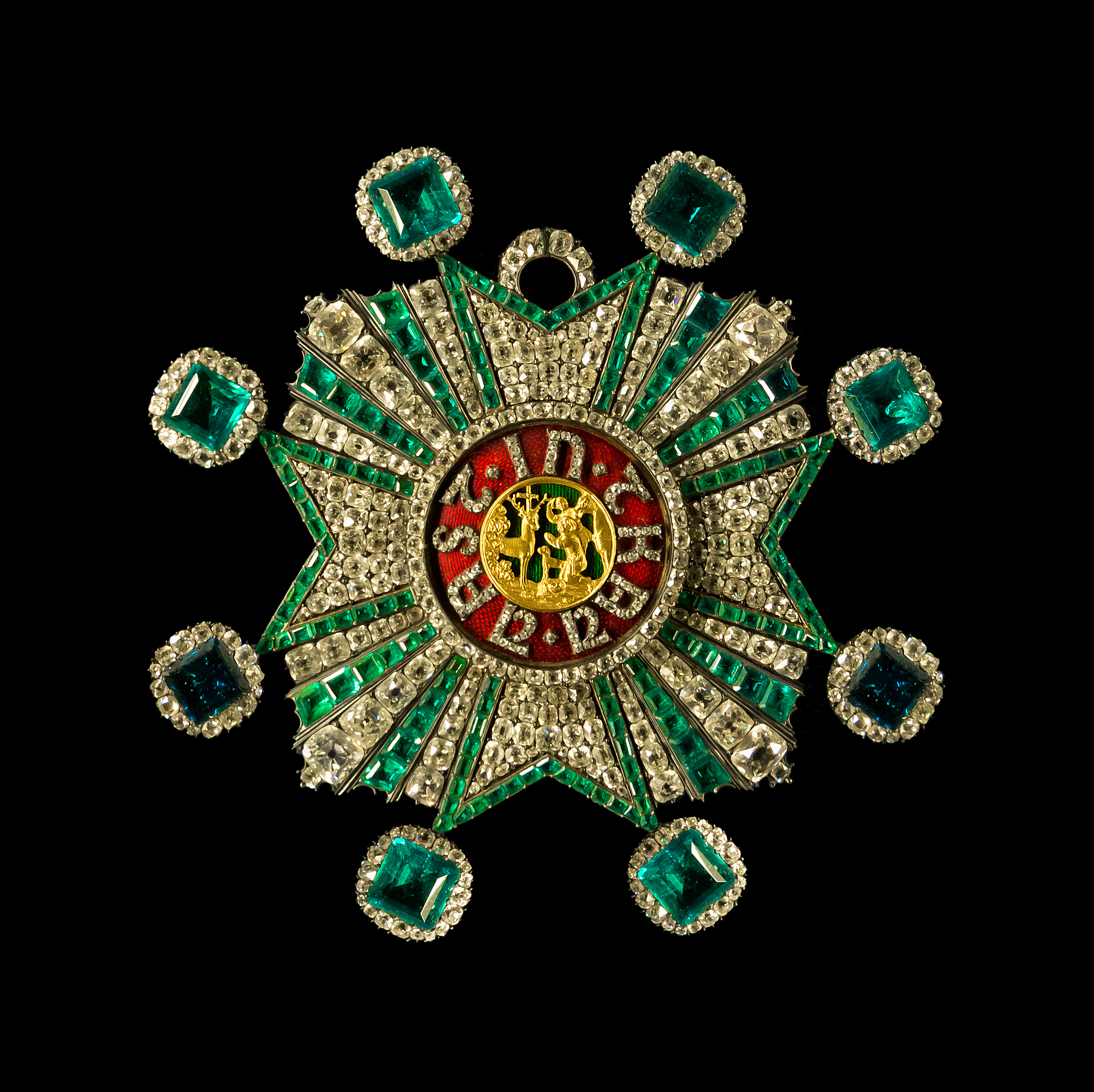
Étoile de l'Ordre bavarois de Saint Hubert, XIXe siècle, émail, or, diamants, émeraudes, Schatzkammer, Residenz, Munich, Bavière, Allemagne.
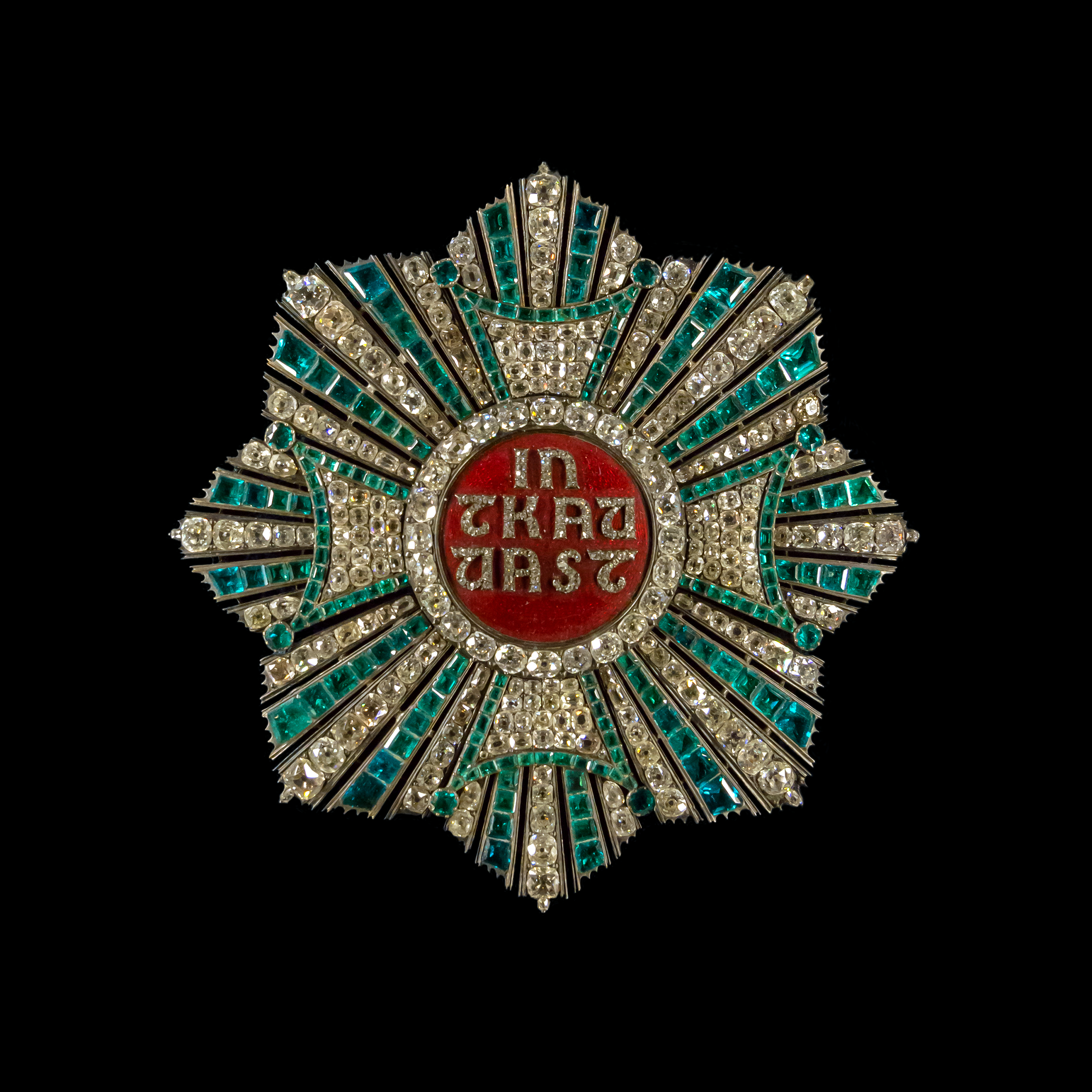
Une plaque royale de l'Ordre de Saint-Hubert, Schatzkammer, Residenz, Munich, Bavière, Allemagne.
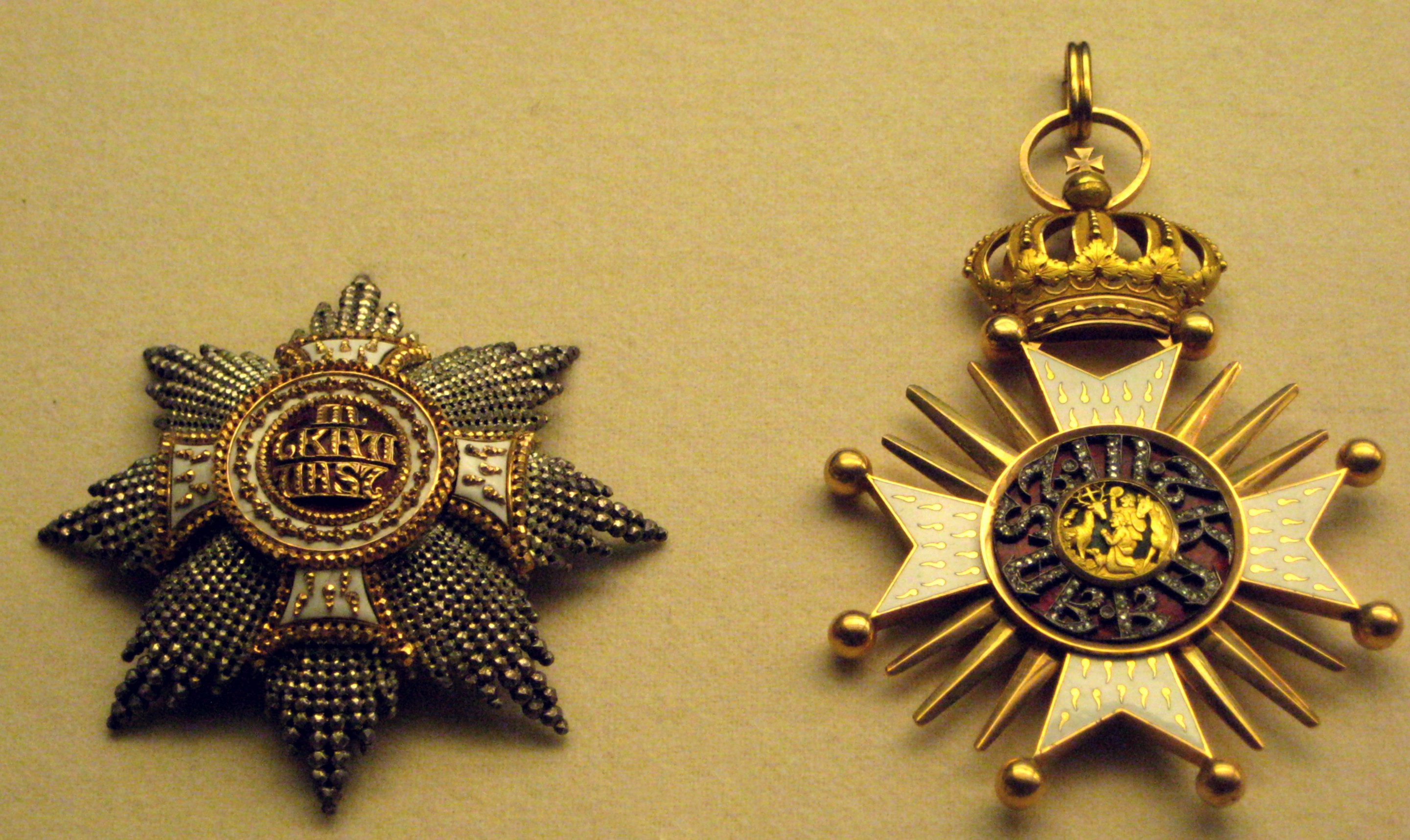
Insignes de l'ordre, XIXe siècle.